# Stenoză
Stenoză (din greaca veche στένωσις, "reducere") înseamnă îngustarea a unui orificiu organic sau a unui canal care determină o diminuare patologică permanentă. 
În stenoză aortică o dată stenoza formată, inima trebuie să facă un efort mai mare pentru a pompa sângele în artera aortă printr-un orificiu îngustat, determinand creșterea presiunii. Pentru a compensa acest efort suplimentar, musculatura ventriculului stâng se îngroșă pentru ca inima să poată pompa sângele mai puternic. Inima poate compensa stenoza valvei aortice pentru o lungă perioadă de timp. Această condiție netratată poate conduce la insuficiență cardiacă.

## Diagnostic
Stenoza de tip vascular este adesea asociatã cu sunete de sânge neobișnuite rezultate din fluxul turbulent redus în vasele de sânge. Aceste sunete pot fi făcute sonor de un stetoscop, dar diagnosticul se confirma, in general, prin EKG, EEG, MEG.

## Cauzele
- Ateroscleroză, produce leziuni în artere stenozate;
- Defecte de naștere;
- Diabet;
- Iatrogene, de exemplu secundar pentru radioterapie;
- Infecție;
- Inflamație;
- Ischemie;
- Neoplasm - în astfel de cazuri, stenoza este adesea declarată a fi "malignă" sau "benignă", deși acest fapt se referă la neoplasm;
- Fumatul;

## Tipuri
- Vasculară;
- Ureteral;
- Uretral.

Sindromul rezultată depinde de zona afectată.
Exemple de leziuni stenotice vasculare includ:
- Claudicație intermitentă (stenoza arterei periferice);
- Angină (stenoza arterei coronare);
- Stenoza arterei carotide, care predispune la (accidente vasculare cerebrale și episoade ischemice tranzitorii);
- Stenoza arterei renale.

Tipurile de stenoze în valve cardiace sunt :
- Prin urmare, stenoza valvei pulmonare, care este îngroșarea valvei pulmonare, care provoacă îngustarea.
- Prin urmare stenoză mitrală, care este îngroșarea valvei mitrale (a cordului stâng), care provoacă îngustarea.
- Prin urmare, stenoza valvei tri, care este îngroșarea valvei tri (a inimii dreaptă), care provoacă îngustarea.
- Prin urmare, stenoza valvei aortice, care este îngroșarea a valvei aortice, care provoacă îngustarea.

Stenoze/ stricturi ale altor structuri/ organe ale corpului includ:
- Stenoză pilorică (obstrucție gastrică);
- Stenoză lombară, cervicală sau toracică, spinării;
- Stenoză subglottic (SGS);
- Stenoză traheală;
- Icter obstructiv (stenoza tractului biliar);
- Obstrucție intestinală;
- Fimoza;
- Non - comunicare hidrocefalie;
- Stenozant tenosinovite.

## Vezi și
- Restenosis
- Atresia

## Legături externe
- http://www.sfatulmedicului.ro/Bolile-valvelor-cardiace/stenoza-aortica_159